# Чорноярка (Павлодарський район)
Чорноя́рка (каз. Черноярка) — село у складі Павлодарського району Павлодарської області Казахстану. Входить до складу Чорноярського сільського округу.
Населення — 619 осіб (2021; 653 у 2009, 646 у 1999, 651 у 1989).
Національний склад станом на 1989 рік:
- росіяни — 52 %